# Aleš Vodseďálek
Aleš Vodseďálek, né le 5 mars 1985 à Jilemnice, est un coureur du combiné nordique tchèque.

## Carrière
Il connait sa première expérience internationale avec les Championnats du monde junior en 2003. Il débute en Coupe du monde en janvier 2006 à Harrachov.
Il participe ensuite aux Jeux olympiques d'hiver en 2006 et en 2010.

## Palmarès

### Jeux olympiques d'hiver
| Épreuve / Édition | Épreuve / Édition | Turin 2006                       | Vancouver 2010                   |
| Sprint            | Sprint            | 47e                              | Épreuve inexistante à cette date |
| Gundersen         | Gundersen         |                                  | Épreuve inexistante à cette date |
| Par équipes       | Par équipes       | 8e                               | 8e                               |
| Gundersen         | PT                | Épreuve inexistante à cette date | 44e                              |
| Gundersen         | GT                | Épreuve inexistante à cette date | 34e                              |

### Championnats du monde
| Épreuve / Édition | Épreuve / Édition | Oberstdorf 2005                  | Liberec 2009                     | Oslo 2011                        |
| Sprint            | Sprint            | 37e                              | Épreuve inexistante à cette date | Épreuve inexistante à cette date |
| Départ en ligne   | Départ en ligne   | Épreuve inexistante à cette date |                                  | Épreuve inexistante à cette date |
| Gundersen         | Gundersen         | 34e                              | Épreuve inexistante à cette date | Épreuve inexistante à cette date |
| Gundersen         | PT                | Épreuve inexistante à cette date | 37e                              | 39e                              |
| Gundersen         | GT                | Épreuve inexistante à cette date | 31e                              |                                  |
| Par équipes       | Par équipes       | 8e                               | 6e                               | Épreuve inexistante à cette date |
| Par équipes       | PT                | Épreuve inexistante à cette date | Épreuve inexistante à cette date | 10e                              |
| Par équipes       | GT                | Épreuve inexistante à cette date | Épreuve inexistante à cette date | 9e                               |

### Coupe du monde
- Meilleur classement général : 52e en 2012.
- Meilleur résultat individuel : 23e.

### Coupe continentale
- Vainqueur d'une épreuve en décembre 2010 à Erzurum.

### Championnats du monde junior
- Médaille de bronze de la mass-start par équipes à Rovaniemi en 2005.